# Godofredo II de Anjou
Godofredo II, chamado de Martel ("o Martelo"), foi Conde de Anjou de 1040 até sua morte em 14 de novembro de 1060. Era o filho de Fulco, o Preto. Era belicoso e lutou contra Guilherme VII, duque de Aquitânia, Teobaldo I, Conde de Blois, e Guilherme, duque da Normandia. Durante o seu reinado de vinte anos especialmente tinha de enfrentar as ambições do Bispo de Le Mans, Gervais de Château-du-Loir, mas foi capaz de manter sua autoridade sobre o Condado de Maine. Mesmo antes da morte de seu pai em 1040, havia estendido seu poder até Saintonge, onde fundou a Abbaye aux Dames.
Sua primeira esposa foi Inês da Borgonha, a viúva de Guilherme V, Duque da Aquitânia; ela e Godofredo se casaram em 1032, mas haviam se divorciado por volta de 1050. Sua segunda esposa foi Grécie de Langeais. Godofredo II dispensou-a de casar com Adèle, a filha de um "Conde Odo", talvez Odo II, Conde de Blois. Também divorciou-se de Adèle, e tomou Grécie de volta como sua esposa. Sua última esposa era uma mulher alemã chamada Adelaide. Apesar destas escapadas conjugais, morreu sem filhos. Tornou-se monge em Saint-Nicolas d'Angers em 1060.
Faleceu em 14 de novembro de 1060, e foi sucedido por seu sobrinho Godofredo III, o Barbudo, da Casa de Gâtinais.